# Nesuchyně
Nesuchyně (Duits: Nesuchin) is een Tsjechische gemeente in de regio Midden-Bohemen en maakt deel uit van het district Rakovník. Het dorp ligt op 9 km afstand van de stad Rakovník.
Nesuchyně telt 412 inwoners.

## Etymologie
De naam van het dorp is afgeleid van een persoonsnaam Nesuchova of Nesuchý. Die naam verwijst waarschijnlijk naar droogte. Volgens taalkundige Antonín Profous is er echter een alternatieve herkomst mogelijk:
In de volksetymologie wordt niet gesproken van een naam die verwijst naar droogte, maar naar een plek waar rozenbottels groeiden. Deze werden in het Oud-Tsjechisch chýně genoemd. Volgens de overlevering ontmoette een zekere edelman (een kasteelheer uit Džbán of keizer Rudolf II), die met zijn personeelsleden de koninklijke brouwerij in Krušovice ging bezoeken, een vrouw met een mes op haar rug in de buurt van Krušovice. Zij was zich bij de beek aan het opfrissen. De edelman vroeg aan de vrouw: “Wat heeft u bij u?” Waarop de vrouw antwoordde: “Ik draag kruiden bij me, meneer.” De grote man steeg af van zijn paard en begon te praten met de vrouw. Hij ontdekte dat de vrouw een kruidendokter was en haar kruiden kon gebruiken om pijn te voorkomen en vele kwalen af te weren. Ze gebruikte vooral rozenbottels (chýně) om geneeskrachtige drankjes en zalven te maken. Ze gaf de edelman nuttig advies over welke kruiden hij waarvoor moest gebruiken. Dit beviel hem zo goed dat hij voor de vrouw een huis liet bouwen bij de beek en de hele plaats Nesuchyně noemde.

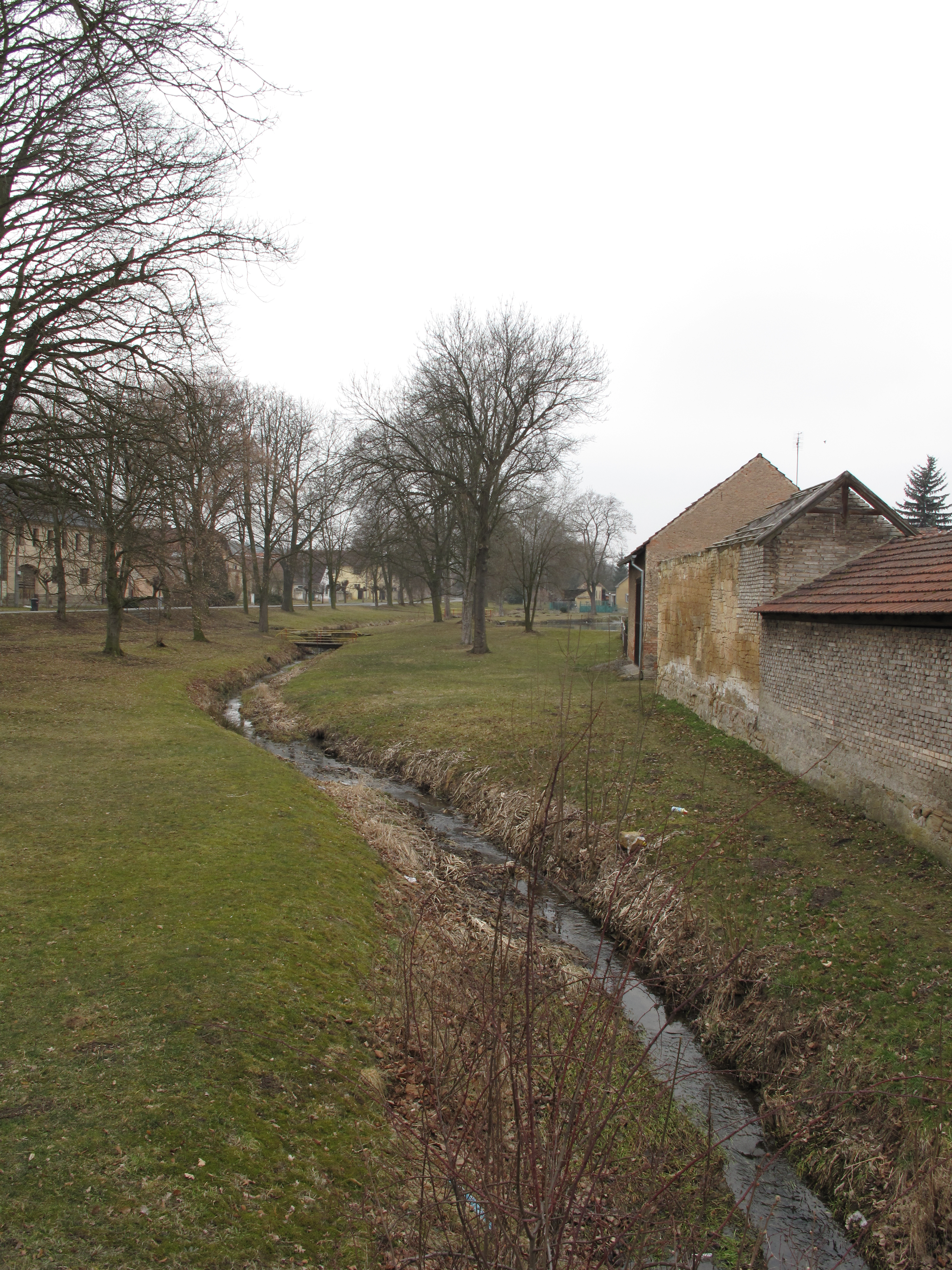
De Nesuchyňskýbeek

Ondanks dat het verhaal niet met zekerheid kan worden bevestigd, staat het allereerste huis van het dorp wel degelijk langs de Nesuchyňskýbeek. Wel is het huis op een onbekend moment herbouwd.

## Geschiedenis
De eerste schriftelijke vermelding van Nesuchyně dateert van 1316 (Ditricus de Nesuchynye). In het dorp is een van de oudste vrijwillige brandweerkorpsen (uit 1874) van het land gevestigd.
Sinds 2003 is Nesuchyňský een zelfstandige gemeente binnen het Rakovníkdistrict.

## Voorzieningen
In het dorp zijn diverse recreatievoorzieningen aanwezig, evenals een hotel genaamd Lions Nesuchyně.

## Verkeer en vervoer

### Autowegen
Er leiden diverse regionale wegen naar het dorp. De weg I/6 loopt door het dorp en verbindt Nesuchyně met Praag enerzijds en Karlsbad anderzijds.

### Spoorlijnen
Er is geen station in het dorp. Het dichtstbijzijnde station is Mutějovice, op 1,5 km afstand van het dorp. Dat station ligt aan de spoorlijn Praag - Lužná - Chomutov/Rakovník.

### Buslijnen
Vanuit het dorp rijden bussen naar Rakovník, Mutějovice, Praag en Žatec.

## Bezienswaardigheden

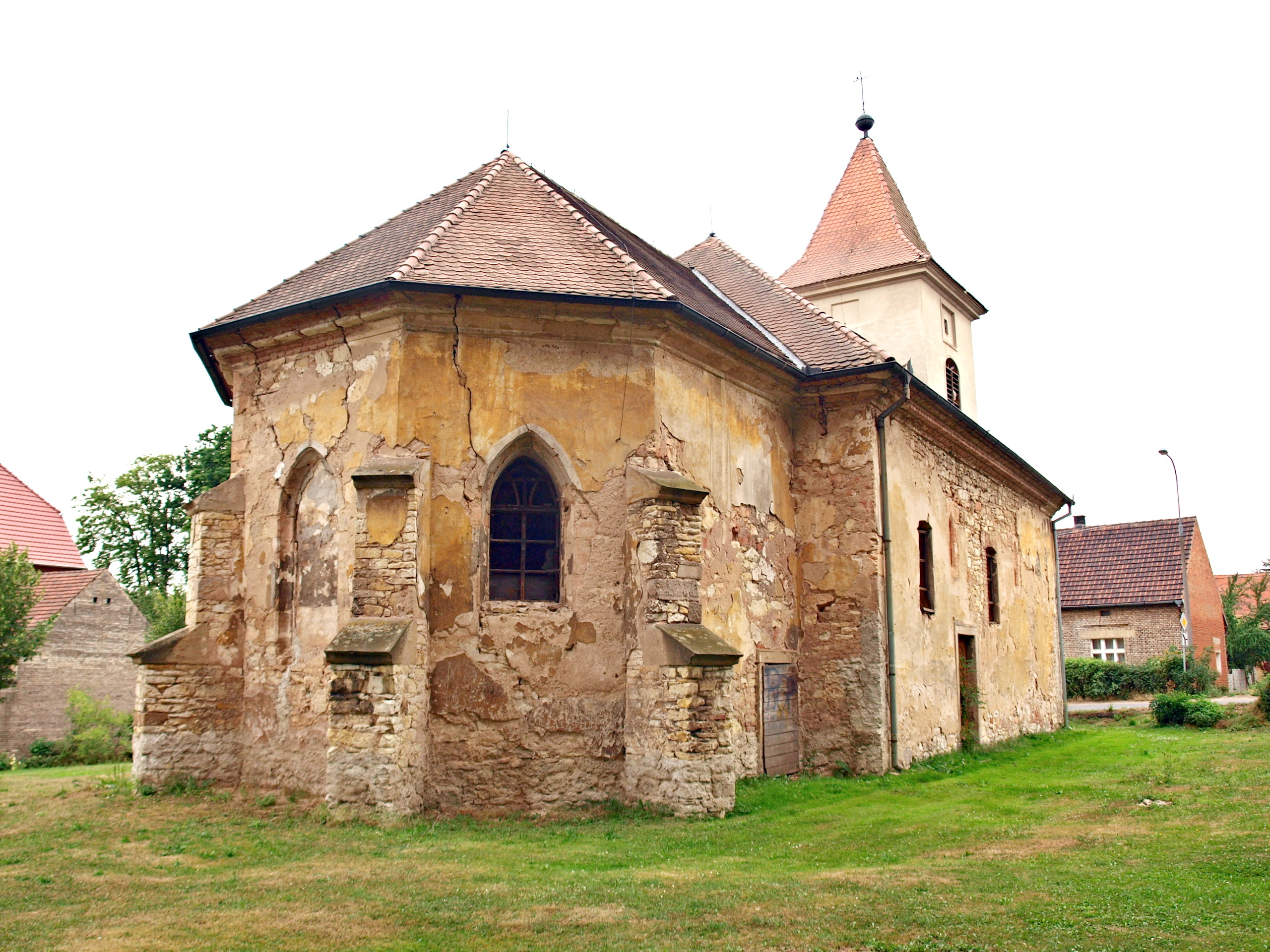
De Sint-Margarethakerk

Op het dorpsplein staat de Sint-Margarethakerk, oorspronkelijk een gotisch gebouw met barokken toren. De kerk is echter niet toegankelijk en verkeert in slechte staat.

## Bekende inwoners
- Josef Mágr (17 september 1861 - 18 juni 1924), beeldhouwer;[3]
- Miroslav Kluc (1 december 1922 - 4 december 2012), hockeyspeler.

## Galerij

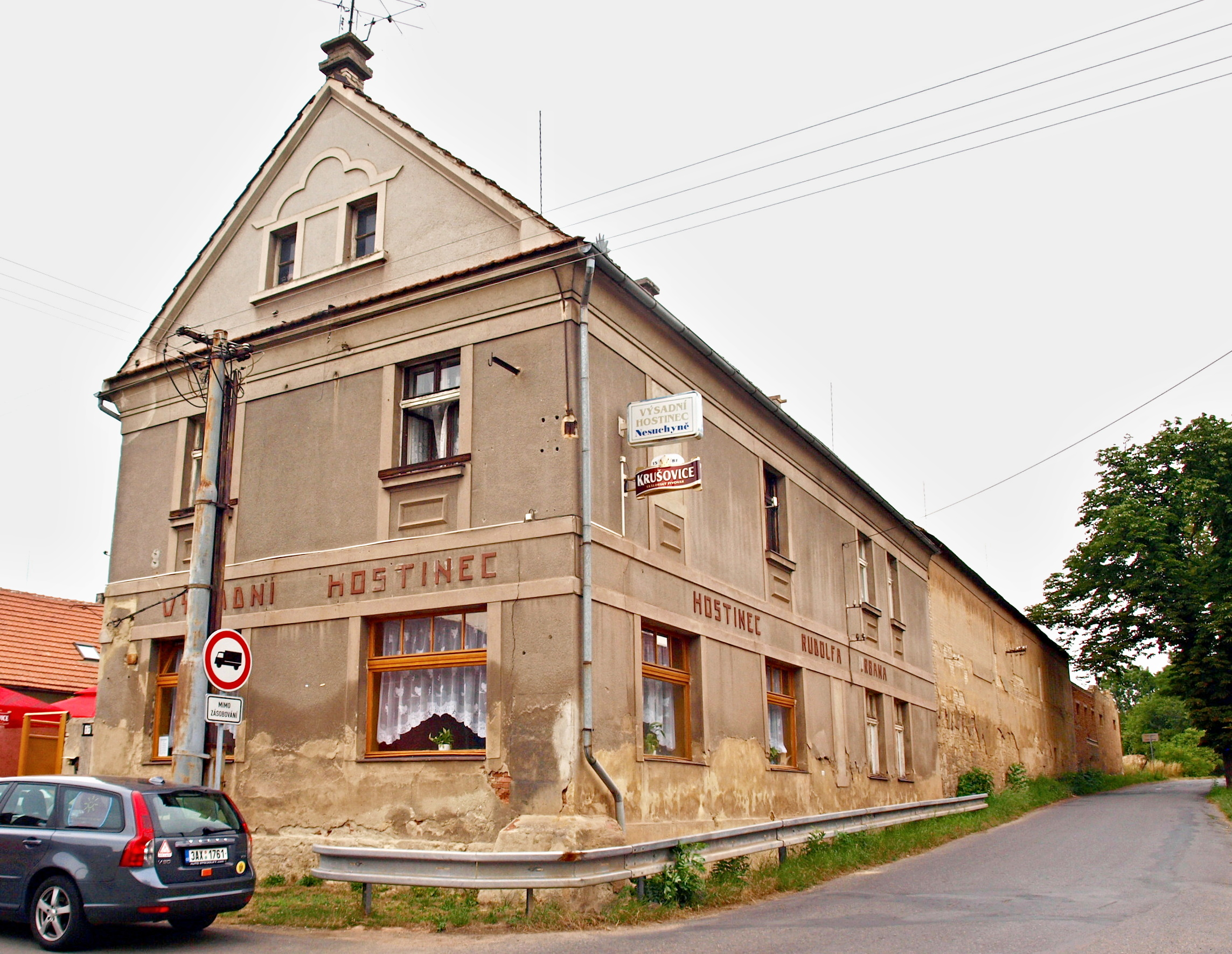
Pension in het dorp
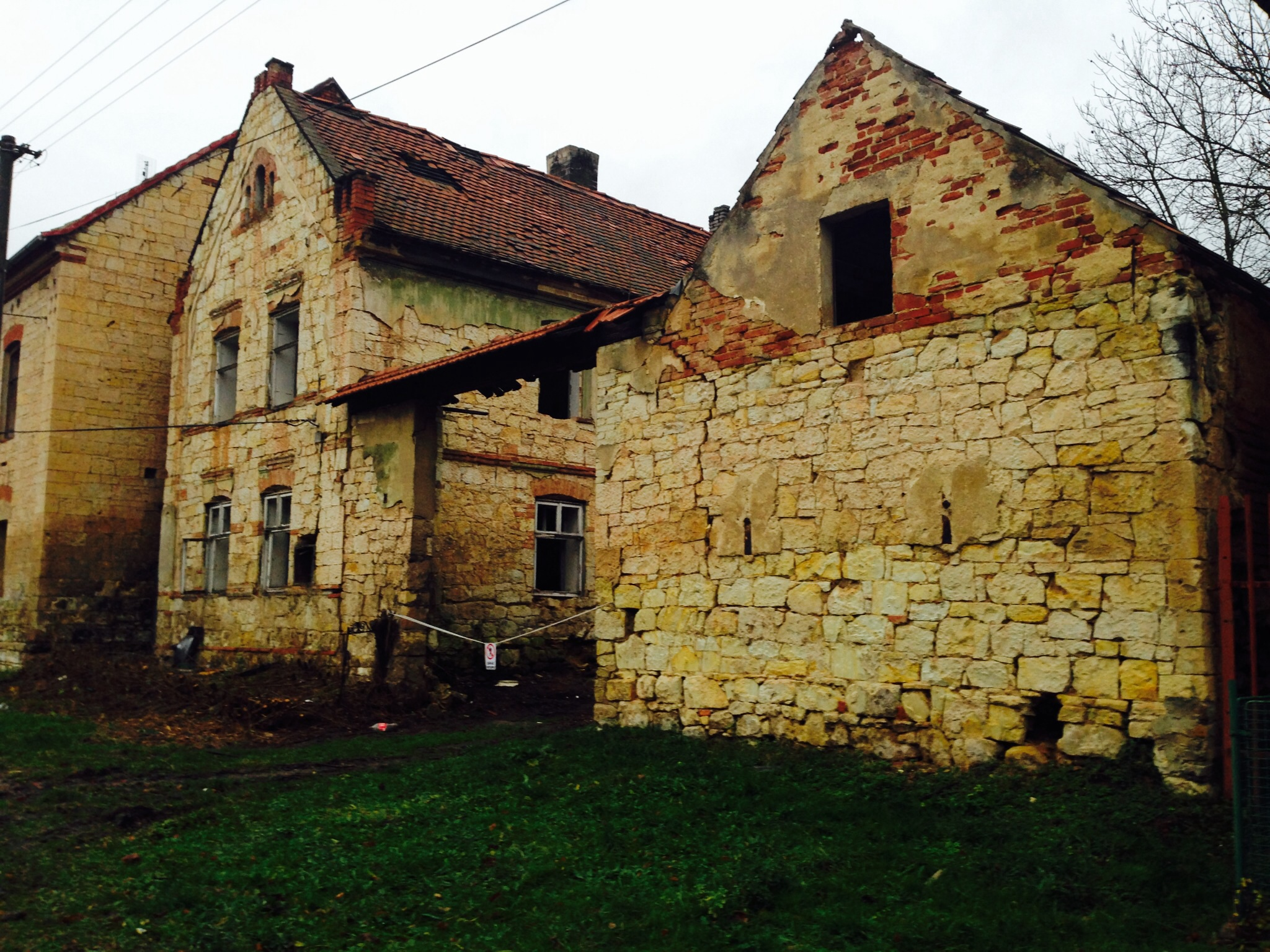
Historische stenen gebouwen
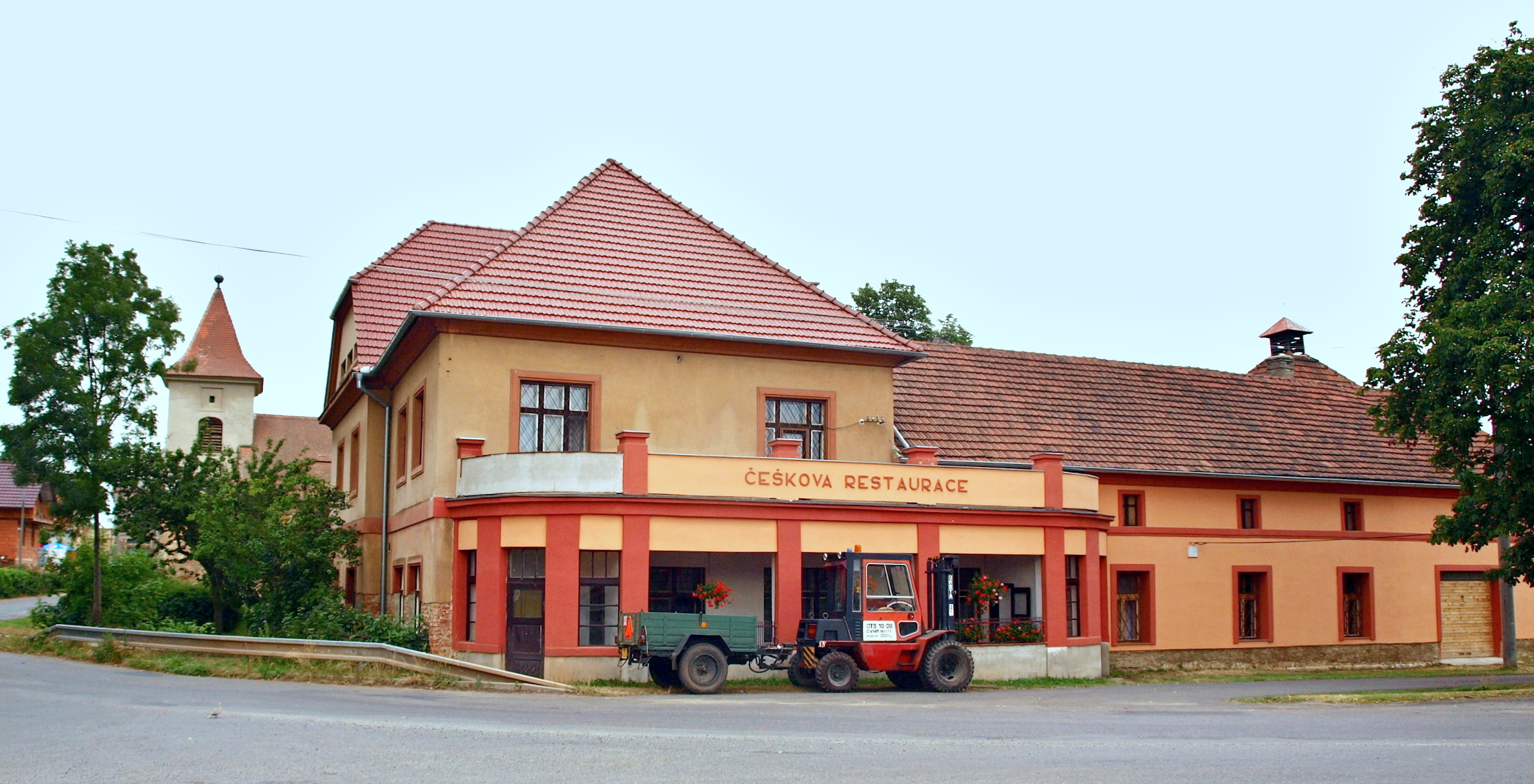
Restaurant in het dorp
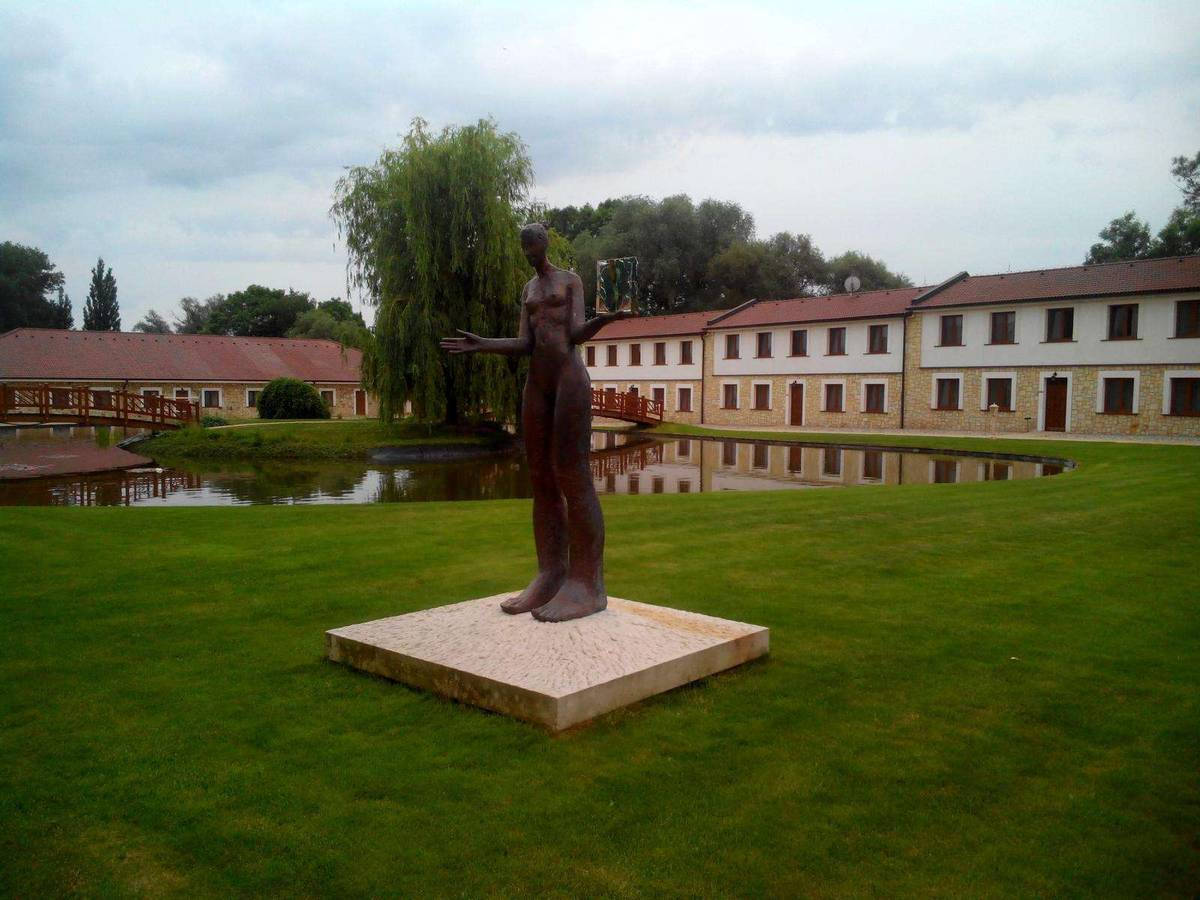
Standbeeld bij hotel Lions
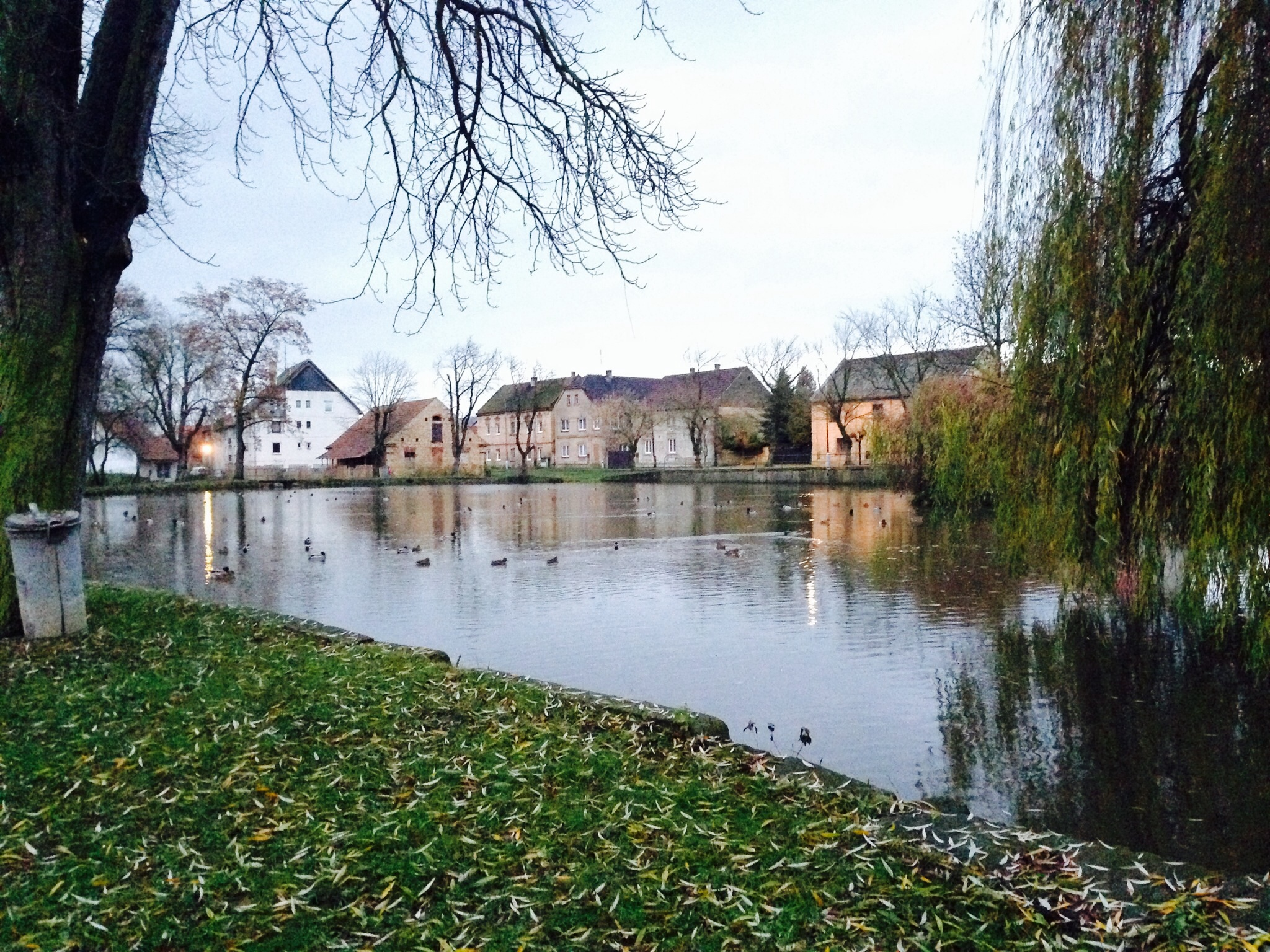
Meertje in het dorp
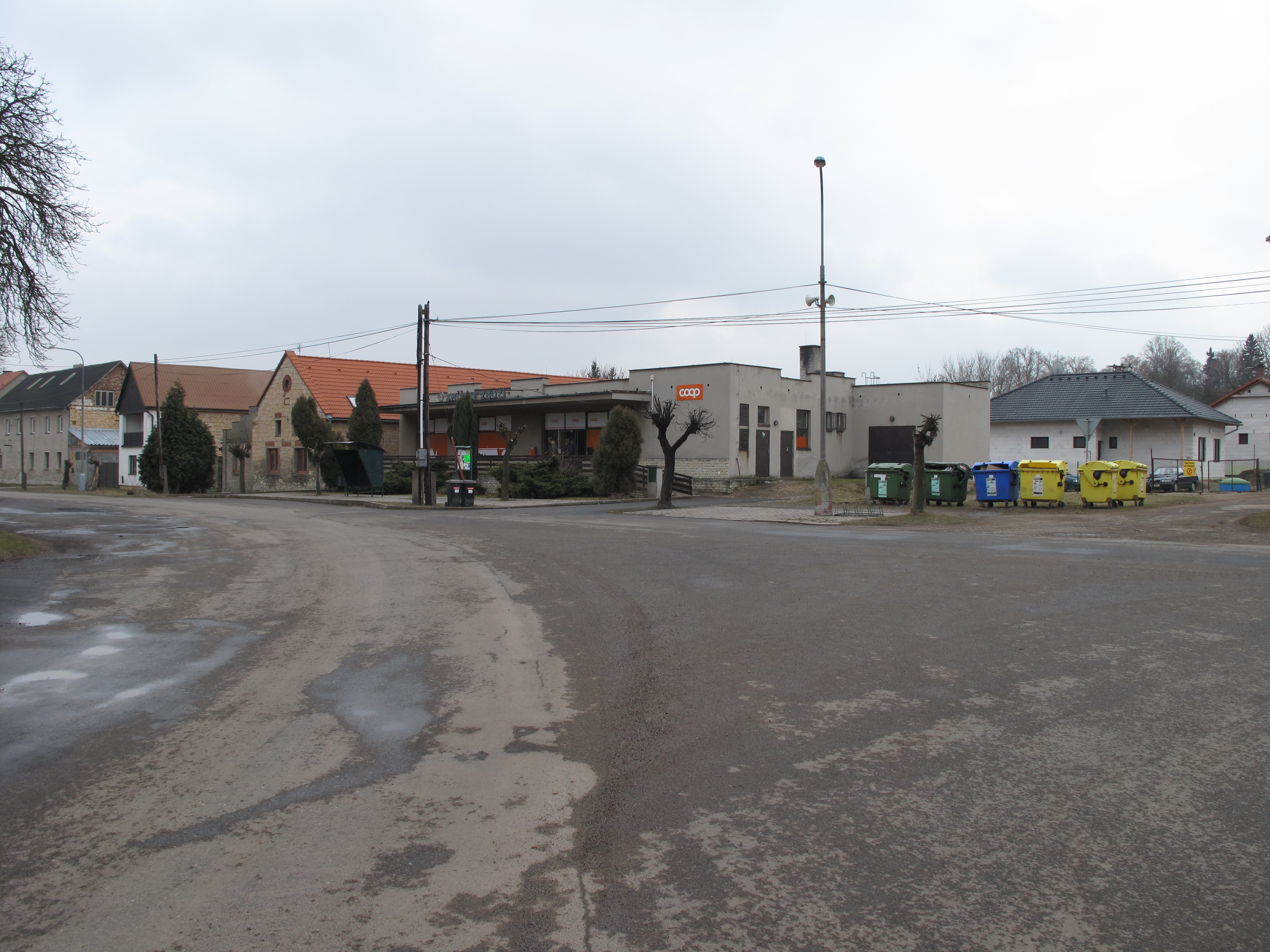
Supermarkt in het dorp